# (10253) Westerwald
(10253) Westerwald est un astéroïde de la ceinture principale.

## Description
(10253) Westerwald est un astéroïde de la ceinture principale. Il fut découvert le 29 septembre 1973 à l'observatoire Palomar par Cornelis Johannes van Houten, Ingrid van Houten-Groeneveld et Tom Gehrels. Il présente une orbite caractérisée par un demi-grand axe de 2,30 UA, une excentricité de 0,15 et une inclinaison de 0,4° par rapport à l'écliptique.

## Exploration
Il est prévu que le MBR Explorer survole l'astéroïde (10253) Westerwald en février 2030.

## Compléments